# Marta Onofre
Soares Onofre est un nom portugais ; le premier nom de famille (d'usage facultatif) est Soares et le second est Onofre.
Marta Chinita Soares Onofre (née le 28 janvier 1991 à Lisbonne), est une athlète portugaise, spécialiste du saut à la perche. 

## Biographie
En mars 2016, elle améliore le record du Portugal féminin du saut à la perche en franchissant 4,51 m. Cette performance lui permet de se qualifier pour les championnats du monde en salle se déroulant à Portland et pour les Jeux olympiques de Rio de Janeiro. 
En 2017, elle décroche la médaille de bronze de l'Universiade d'été organisée à Taipei. 

## Palmarès
| Date | Compétition                                  | Lieu           | Résultat | Épreuve          | Marque |
| ---- | -------------------------------------------- | -------------- | -------- | ---------------- | ------ |
| 2007 | Festival olympique de la jeunesse européenne | Belgrade       | 15e      | Saut à la perche | 3,20 m |
| 2011 | Championnats d'Europe espoirs                | Ostrava        | 15e      | Saut à la perche | 3,95 m |
| 2013 | Championnats d'Europe espoirs                | Tampere        | 13e      | Saut à la perche | 4,05 m |
| 2014 | Championnats d'Europe                        | Zurich         | 24e      | Saut à la perche | 4,15 m |
| 2015 | Universiade                                  | Gwangju        | 8e       | Saut à la perche | 4,15 m |
| 2016 | Championnats du monde en salle               | Portland       | -        | Saut à la perche | NM     |
| 2016 | Championnats d'Europe                        | Amsterdam      | 15e      | Saut à la perche | 4,35 m |
| 2016 | Jeux olympiques                              | Rio de Janeiro | 24e      | Saut à la perche | 4,30 m |
| 2017 | Universiade                                  | Taipei         | 3e       | Saut à la perche | 4,40 m |
| 2018 | Jeux méditerranéens                          | Tarragone      | 7e       | Saut à la perche | 4,11 m |

## Records
| Épreuve          | Épreuve   | Marque      | Lieu   | Date         |
| ---------------- | --------- | ----------- | ------ | ------------ |
| Saut à la perche | Plein air | 4,40 m      | Taipei | 26 août 2017 |
| Saut à la perche | Salle     | 4,51 m (NR) | Pombal | 6 mars 2016  |